# Tadarius Thomas
Tadarius Thomas est un lutteur américain (catcheur) notamment connu pour son travail à la Ring of Honor.

## Carrière dans le catch

### Ring of Honor (2011-2015)

#### Adrenaline RUSH (2013-2014)
Le 2 mars, à 11th Anniversary Show, il perd contre ACH, Adam Page, Q.T Marshall, Silas Young et Mike Sydal dans un Six Mayhem match, match remporté par ACH. Après le match, il décide alors de s'associer avec ACH en se faisant appeler Adrenaline RUSH. Le lendemain, ils perdent contre The American Wolves, mais gagnent ensuite contre Adam Page et Mike Sydal. Le 4 mai, lors de Border Wars (2013), ils perdent contre Caprice Coleman et Cedric Alexander. Ils perdent à nouveau contre The American Wolves lors de Best in the World (2013) le 22 juin. Le 20 septembre, lors de Death Before Dishonor XI, lui et ACH s'associent avec Coleman et Alexander et battent Matt Taven, Michael Bennett et les ROH Tag Team Champions reDRagon dans un Eight-man Tag Team match. Le 26 octobre, à Glory by Honor XII, ils perdent contre Eddie Kingston et Homicide. Lors de Final Battle (2013) le 14 décembre, ils perdent contre The Young Bucks. Le 8 février, ils battent les champions en titres les reDRagon mais perdent contre eux lors de 12th Anniversary Show et ne remportent pas les ROH World Tag Team Championship.

#### The Decade et départ (2014-2015)
Le 19 avril, à Second to None, il perd face à Caprice Coleman. Plus tard dans la soirée, il rejoint le clan The Decade, en tant que valet. Le 10 mai, à Global Wars en dark match, il bat The Romantic Touch. Le 7 juin, il perd contre Cedric Alexander. Le 22 juin, à Best in the World (2014), il perd dans un Six Man Mayhem match pour obtenir une opportunité pour le ROH World Television Championship contre Watanabe, B.J. Whitmer, Caprice Coleman, Tommaso Ciampa et ACH, match remporté par ce dernier. Il quitte ensuite le clan. Le 22 août, lors de Death Before Dishonor XII, il perd contre Adam Page. Il participe ensuite au tournoi Survival of the Fittest mais il se fait éliminer au premier tour par Roderick Strong. Le 30 janvier 2015, il perd contre Jimmy Jacobs. À la suite de sa défaite, il quitte la fédération le jour même.

## Carrière dans le MMA et la boxe
Il commence les arts martiaux à l'âge de 17 ans et s'entraîne à Montréal. Il s'est petit à petit spécialisé dans le Capoeira. Il devient ensuite boxeur professionnel où il a un record de 36-5-1 avec une série de 20 victoires par KO consécutives.

## Caractéristiques au catch
- Prises de finition
  - Capoeira Kick

- Prises favortes
  - Moonsault

- Surnoms
  - TD[15]

- Thème d'entrée

| Musiques d'entrées        | Compositeurs                   | Périodes  | Fédération(s) |
| ------------------------- | ------------------------------ | --------- | ------------- |
| Trampoline                | Alan Doyle                     | 2011-2013 | ROH           |
| Total Destruction         | Lonnie Craigg                  | 2013-2015 | ROH           |
| EmoFarm (avec The Decade) | Eliot Purse et Judson F. Snell | 2014      | ROH           |

- Équipes et Clans
  - Adrenaline RUSH (2013-2014)[16]
  - The Decade (2014)

## Palmarès

### Catch
- Proving Ground Pro
  - 1 fois PGP Franchise Champion[17]

- Pro Wrestling Illustrated

| Année | 2013 | 2014 |
| Rang  | 176  |      |

- Xtreme Intense Championship Wrestling
  - 1 fois XICW Light Heavyweight Champion[17]
  - 1 fois XICW Tag Team Champion[17] (avec Hakim Zane)
  - 1 fois XICW Xtreme Intense Champion[17]

### Boxe
- Eastern Michigan Boxing
  - 2 fois Eastern Michigan Golden Glove Championship[15]
  - Michigan Outstanding Boxer 2005[15]

### Combats
Il a effectué 7 matchs avec 2 victoires pour 5 défaites
| Résultat | Record | Adversaire                     | Méthode                       | Événement                            | Date            | Round | Temps | Lieu        | Notes                     |
| -------- | ------ | ------------------------------ | ----------------------------- | ------------------------------------ | --------------- | ----- | ----- | ----------- | ------------------------- |
| Défaite  | 2-5    | Tommy Lee                      | Decision (Unanimous)          | ECC - Extreme Combat Challenge       | 12 avril 2003   | 3     | 5:00  | Lafayette   | Dernier combat en MMA.    |
| Défaite  | 2-4    | Adam Lynn                      | TKO (Punches)                 | KOTC 22 - Steel Warrior              | 23 mars 2003    | 2     | 1:37  | San Jacinto |                           |
| Victoire | 2-3    | David Foley                    | Submission (Heel Hook)        | UA 3 - Vengeance                     | 10 août 2002    | 1     | 1:05  | Denver      |                           |
| Victoire | 1-3    | Fabian Acuna                   | Submission (Rear-Naked Choke) | ROF 5 - Predators                    | 21 juin 2002    | 1     | 1:55  | Denver      | Première victoire en MMA. |
| Défaite  | 0-3    | Dirk Waardenburg               | Decision (Unanimous)          | UCC 4 - Return Of The Super Strikers | 12 mai 2001     | 1     | 10:00 | Sherbrooke  |                           |
| Défaite  | 0-2    | Justin Bruckmann               | Submission (Armbar)           | UCC 3 - Battle for the Belts         | 27 janvier 2001 | 1     | 1:58  | Sherbrooke  |                           |
| Défaite  | 0-1    | Claudionor da Silva Fontinelle | Submission (Rear Naked Choke) | UCC 2 - The Moment of Truth          | 12 août 2000    | 1     | 1:20  | Montréal    | Débuts en MMA.            |